# کتفیتسا

کُتفیتسا.

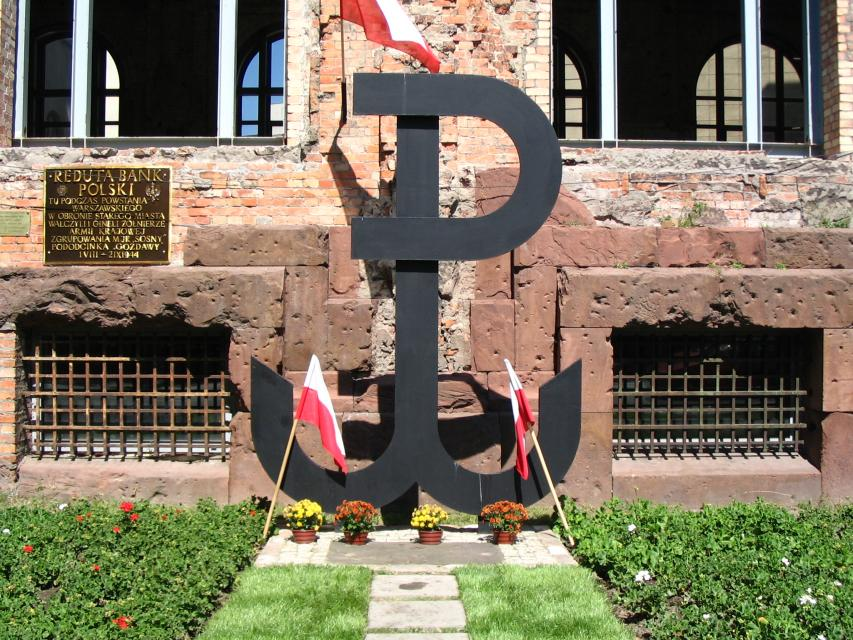
نماد کُتفیتسا در بنای یادبود «رِدوتا بانک پولسکی» برای قیام ورشو.

کُتفیتسا (انگلیسی: Kotwica؛ ‏[kɔtˈfit͡sa]) که در زبان لهستانی به معنی «لنگر» است، آرم و نشان ارتش میهنی و دولت زیرزمینی لهستان در دوران جنگ جهانی دوم بود که در سال ۱۹۴۲ توسط اعضای واحد «خرابکاری‌های کوچک» ارتش میهنی در واور خلق شد که نمادی ساده و سهل الترسیم برای مبارزه ملت لهستان جهت بازیابی استقلال آن کشور باشد. دو حرف «P» و «W» که در این نشان لنگر به چشم می خود برگرفته از عبارت «Pomścimy Wawer» (ما انتقام واور را خواهیم گرفت) بود که اشاره ای به قتل‌عام عظیم اهالی این شهر توسط نیروهای ارتش آلمان نازی است.
در ابتدا، پیشاهنگان لهستانی و اعضا گروه‌های خرابکاری کل عبارت «Pomścimy Wawer» را به عنوان بخشی از یک جنگ روانی روی دیوارها می‌نوشتند. اما کمی بعد از حروف اختصاری PW استفاده کردند، که به مرور زمان نماد عبارت Polska Walcząca ("جنگ لهستان") هم شد. در اوایل سال ۱۹۴۲، ارتش میهنی مسابقه‌ای را برای طراحی یک آرم برای نشان دادن جنبش مقاومت ترتیب داد و طرح برنده (تصویر) توسط آنا اسمولنسکا، یکی از سربازان خاکستری که خودش در عملیات خرابکارانه کوچک شرکت داشت، حروف P و W را ترکیب کرد و به صورت نماد کنونی «لنگر» درآورد.
آنا اسمولنسکا در نوامبر ۱۹۴۲ توسط نیروهای گشتاپو دستگیر شد و در مارس ۱۹۴۳ در سن ۲۳ سالگی در اردوگاه آشویتس کشته شد.